# هیوندای پونی
هیوندای پونی (Hyundai Pony) خودرویی است که در سال‌های ۱۹۷۵ تا ۱۹۹۰ در کره جنوبی تولید می‌شذ.
این خودرو اولین خودروی ملی کره جنوبی بود و در کلاس کامپکت کوچک قرار داشت که طراحی آن خودروهای موتور جلو-محور عقب بوده‌است. هیوندای نمی‌توانست این خودرو را به بازار آمریکا بفرستد. پس خودرویی به نام هیوندای پونی۲ معرفی شد که باز هم نتوانست به بازار آمریکا برود. سپس هیوندای مدل هیوندای اکسل که مدل پیشرفته پونی بود را معرفی کرد. این خودرو مجوز صادرات به بازار آمریکا را گرفت و در ابتدا به عنوان خودرویی ازران و مناسب شناخته می‌شد ولی بعدها ورق برگشت و پونی به یک خودرو ارزان و بی‌کیفیت تنزل یافت. بعدها هیوندای اکسل جایگزین پونی شد.